# Galen Spencer
Galen Carter "G. C." Spencer (Nova York, 19 de setembre de 1840 – Baltimore, Maryland, 19 d'octubre de 1904) va ser un arquer estatunidenc que va competir durant el darrer terç del segle xix i els primers anys del segle xx.
El 1904 va prendre part en els Jocs Olímpics de Saint Louis, on va guanyar la medalla d'or en la prova de la ronda per equips, com a membre de l'equip Potomac Archers del programa de tir amb arc, sent l'estatunidenc de més edat en guanyar un or olímpic. En la prova de la ronda americana acabà en tretzena posició.
Ministre jubilat de l'Església Metodista Episcopal, morí un mes després de guanyar l'or olímpic en no poder superar una operació quirúrgica.